# Lula (Missisipi)
Lula – miasto w Stanach Zjednoczonych, w stanie Missisipi, w hrabstwie Coahoma.